# Drohobycz
Drohobycz (ukr. Дрогобич, jid. ‏דראָהאָביטש‎) – miasto w zachodniej części Ukrainy, w obwodzie lwowskim, siedziba rejonu drohobyckiego.
Drohobycz leży nad Tyśmienicą w Beskidach Brzeżnych.

## Historia
Powstanie miasta jest związane z jego położeniem na tzw. szlaku solnym i wydobyciem soli w okolicach. Pierwsze wzmianki o grodzie pochodzą z czasów Rusi Kijowskiej. Po przyłączeniu przez Kazimierza Wielkiego Rusi Czerwonej do Królestwa Polskiego, miasto przeżyło pierwszy okres dynamicznego rozwoju. Żupy solne przeszły na własność królewską i były dzierżawione przybyszom z całej Europy, m.in. z Włoch.
Kazimierz Wielki przyczynił się do powstania w Drohobyczu parafii rzymskokatolickiej, a w 1340 nadał miastu herb przedstawiający 9 topek solnych (tradycyjna miara soli) na granatowej tarczy, nad którą widniała korona królewska. W 1392 król Władysław II Jagiełło ufundował istniejący nadal kościół farny, a w 1422 nadał miastu prawa magdeburskie. Przywileje miejskie były później wielokrotnie potwierdzane, m.in. przez Kazimierza IV Jagiellończyka w 1460 i Aleksandra I Jagiellończyka w 1506.
1404 rok to pierwsza znana data pojawienia się Żydów w Drohobyczu.
Obwarowania miejskie składały się z wałów i bram: Zamkowej, Lwowskiej, Węgierskiej i Żydowskiej. Fortyfikacje z wałami i fosami otaczały od czasów króla Zygmunta I również kościół, a dzwonnica pełniła funkcję bramy. Ufortyfikowany był także cmentarz kościelny.
W 1498, w wyniku najazdu turecko-tatarskiego, znaczna część miasta została zniszczona. Miasto położone na przełomie XVI i XVII wieku w powiecie drohobyckim ziemi przemyskiej województwa ruskiego, w drugiej połowie XVII wieku należało do starostwa drohobyckiego. W 1578 Drohobycz uzyskał przywilej de non tolerandis Judaeis. W 1616 starosta królewski zezwolił Żydom na osiedlenie się na przedmieściach miasta. Podczas wojen kozackich w XVII wieku miasto było niszczone. W 1648 Kozacy dokonali rzezi mieszkańców w kościele farnym. Po tym wydarzeniu zamurowano wejście do świątyni, przez które wdarli się najeźdźcy. Miasto posiadało zamek starostów królewskich składający się z co najmniej dwóch budynków.
Po pierwszym rozbiorze Polski (1772) wcielone do monarchii Habsburgów, pozostawało w jej składzie na terytorium kraju koronnego Galicji do upadku Austro-Węgier (1918). Od 1773 r. pozostawało w granicach cyrkułu samborskiego. Drohobycz, pozostający ważnym centrum handlowym, pomimo nadania praw miejskich i licznych przywilejów królewskich (m.in. zwolnienie od czynszów miejskich i zezwolenie na pobór myta mostowego) nie rozwinął się jednak w większy ośrodek, aż do końca XIX wieku, gdy odkryto w pobliżu złoża ropy naftowej.
Od 1 listopada 1918 do maja 1919 pod administracją Zachodnioukraińskiej Republiki Ludowej, następnie do 14 marca 1923 pod tymczasową polską administracją, zatwierdzoną przez paryską konferencję pokojową 25 czerwca 1919. Suwerenność Polski na terytorium Galicji Wschodniej Rada Ambasadorów uznała 15 marca 1923.
W maju 1919 oddziały Wojska Polskiego pod dowództwem gen. Wacława Iwaszkiewicza i Stanisława Maczka toczyły długotrwałe walki o miasto z oddziałami Ukraińskiej Armii Halickiej dowodzonymi przez gen. Mychajła Omelianowicza-Pawlenkę.

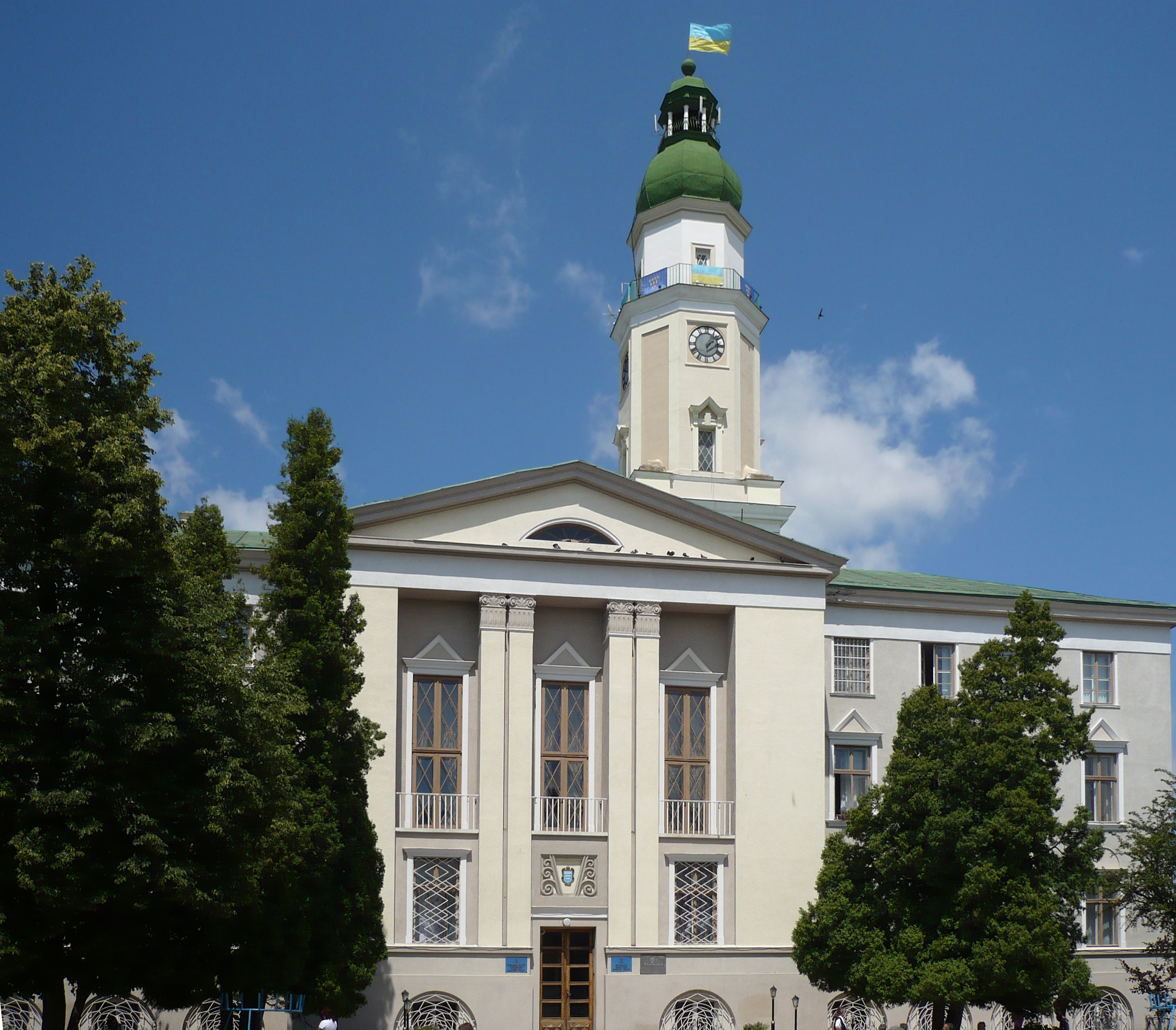
Ratusz w Drohobyczu

Od 15 marca 1923 do 16 sierpnia 1945 w granicach Polski, Drohobycz był siedzibą powiatu w woj. lwowskim. Przed wybuchem II wojny światowej, w 1939, liczył 39 tys. mieszkańców. Działało tu 5 rafinerii ropy naftowej. Na terenie miasta funkcjonował klub piłkarski Junak. W mieście były gimnazja im. Króla Władysława Jagiełły i im. Królowej Jadwigi. Obecnie w gmachach gimnazjalnych mieszczą się wydziały Państwowego Uniwersytetu Pedagogicznego im. Iwana Franki. We wrześniu 1933 roku odbyły się uroczyste obchody 75-lecia Gimnazjum Męskiego im. Władysława Jagiełły. Centralną ulicą miasta w okresie II Rzeczypospolitej była ul. Mickiewicza. 
Dnia 14 marca 1933 roku doszło do eksplozji w rafinerii "Galicja" w Drohobyczu, która była słyszalna w promieniu kilkunastu kilometrów i spowodowała straty materialne w wysokości ówczesnych 30 000 złotych. Do kolejnego wielkiego pożaru doszło w rafinerii "Nafta" w Drohobyczu 29 sierpnia 1933 roku. Dnia 7 kwietnia 1934 roku doszło do wielkiego pożaru magazynów państwowej żupy solnej w Drohobyczu. Kompletnemu zniszczeniu uległo 7 magazynów i 28 wagonów kolejowych załadowanych solą oraz kolejnych 15 wagonów. Straty wyniosły 100 000 złotych.
Po agresji ZSRR na Polskę 17 września 1939 okupowany przez Armię Czerwoną (do czerwca 1941) i anektowany przez ZSRR.
Po rozpoczęciu niemieckiej inwazji na ZSRR funkcjonariusze NKWD zamordowali w więzieniu przy ul. Stryjskiej co najmniej kilkaset osób (od 200 do 500–600). Pod zwałami trupów odnaleziono później jedynie kilku żywych więźniów. Po rozpoczęciu niemieckiej okupacji w Drohobyczu i w pobliżu miasta odnajdywano kolejne, masowe groby ofiar NKWD. Nie sposób jednak ustalić, czy spoczywały w nich ofiary masakry więziennej, czy też osoby zamordowane w latach 1939–1941. Odkrycie ofiar NKWD wywołało trwający 4 dni pogrom Żydów, których oskarżono o sympatyzowanie z komunizmem. W trakcie pogromu zabito 47 osób. W czasie II wojny światowej Niemcy utworzyli w Drohobyczu getto i wymordowali większość żydowskich mieszkańców miasta. Jedną z ofiar był Bruno Schulz.
Od czerwca 1941 do 1944 Drohobycz znajdował się pod okupacją III Rzeszy (od 1 sierpnia 1941 w Generalnym Gubernatorstwie).
Podczas okupacji hitlerowskiej, 1 października 1942 roku Niemcy utworzyli getto dla żydowskich mieszkańców. Przebywało w nim około 10000. 6 czerwca 1943 roku Niemcy ostatecznie zlikwidowali getto. Żydów wywieziono do obozu zagłady w Bełżcu, zabito wielu na miejscu.
6 sierpnia 1944 miasto zostało ponownie zajęte przez Armię Czerwoną.
W latach 1941–1946 nacjonaliści ukraińscy z OUN-UPA zamordowali w Drohobyczu lub poza jego terenem 57 Polaków. 12 stycznia 1945 NKWD aresztowało kilkuset Polaków i zesłało do łagrów lub kopalń węgla w głębi ZSRR. Wielu z nich tam zginęło.
Po konferencji jałtańskiej (4–11 lutego 1945) Tymczasowy Rząd Jedności Narodowej, wyłoniony w konsekwencji jej ustaleń, podpisał 16 sierpnia 1945 umowę z ZSRR, uznając nieco zmodyfikowaną linię Curzona za wschodnią granicę Polski, na podstawie porozumienia o granicy, zawartego pomiędzy PKWN i rządem ZSRR 27 lipca 1944. W konsekwencji umowy Drohobycz znalazł się w granicach ZSRR, na terytorium Ukraińskiej SRR, a jego polską ludność wysiedlono, głównie na Ziemie Zachodnie. Według spisu powszechnego z 1959 w mieście mieszkało 48 145 ludzi, w tym 70,1% Ukraińców, 22,6% Rosjan, 2,9% Polaków i 2,4% Żydów.
Od 1991 w granicach niepodległej Ukrainy.
W mieście stoi wybudowany w 2001 z inicjatywy władz samorządowych pomnik Stepana Bandery.

## Przynależność państwowa i administracyjna
- 1340–1772 – ziemia przemyska, województwo ruskie, Korona Królestwa Polskiego (od 1569 Rzeczpospolita Obojga Narodów),
- 1772–1918 – Galicja Wschodnia, Królestwo Galicji i Lodomerii, Cesarstwo Austriackie (od 1867 Austro-Węgry),
- 1 listopada 1918 – maj 1919 – administracja Zachodnioukraińskiej Republiki Ludowej
- maj 1919 – 15 marca 1923 – tymczasowa administracja Polski, zatwierdzona przez mocarstwa w czerwcu 1919. Od 23 grudnia 1920[20] w województwie lwowskim
- 15 marca 1923 – 16 sierpnia 1945 – województwo lwowskie, II Rzeczpospolita,

- 24 września 1939 – 1 lipca 1941 – okupacja Armii Czerwonej, aneksja przez ZSRR, administracyjnie obwód drohobycki USRR,
- 1 lipca 1941 – 6 sierpnia 1944 – okupacja Wehrmachtu, administracyjnie Landkreis Drohobycz Dystryktu Galicja Generalnego Gubernatorstwa,
- 6 sierpnia 1944 – 16 sierpnia 1945 okupacja Armii Czerwonej

- 16 sierpnia 1945–1991 w granicach ZSRR, na terytorium Ukraińskiej Socjalistycznej Republiki Radzieckiej, administracyjnie do 1959 obwód drohobycki, w latach 1959–1991 obwód lwowski USRR w ramach ZSRR
- od 1991 – Ukraina, obwód lwowski.

## Zabytki

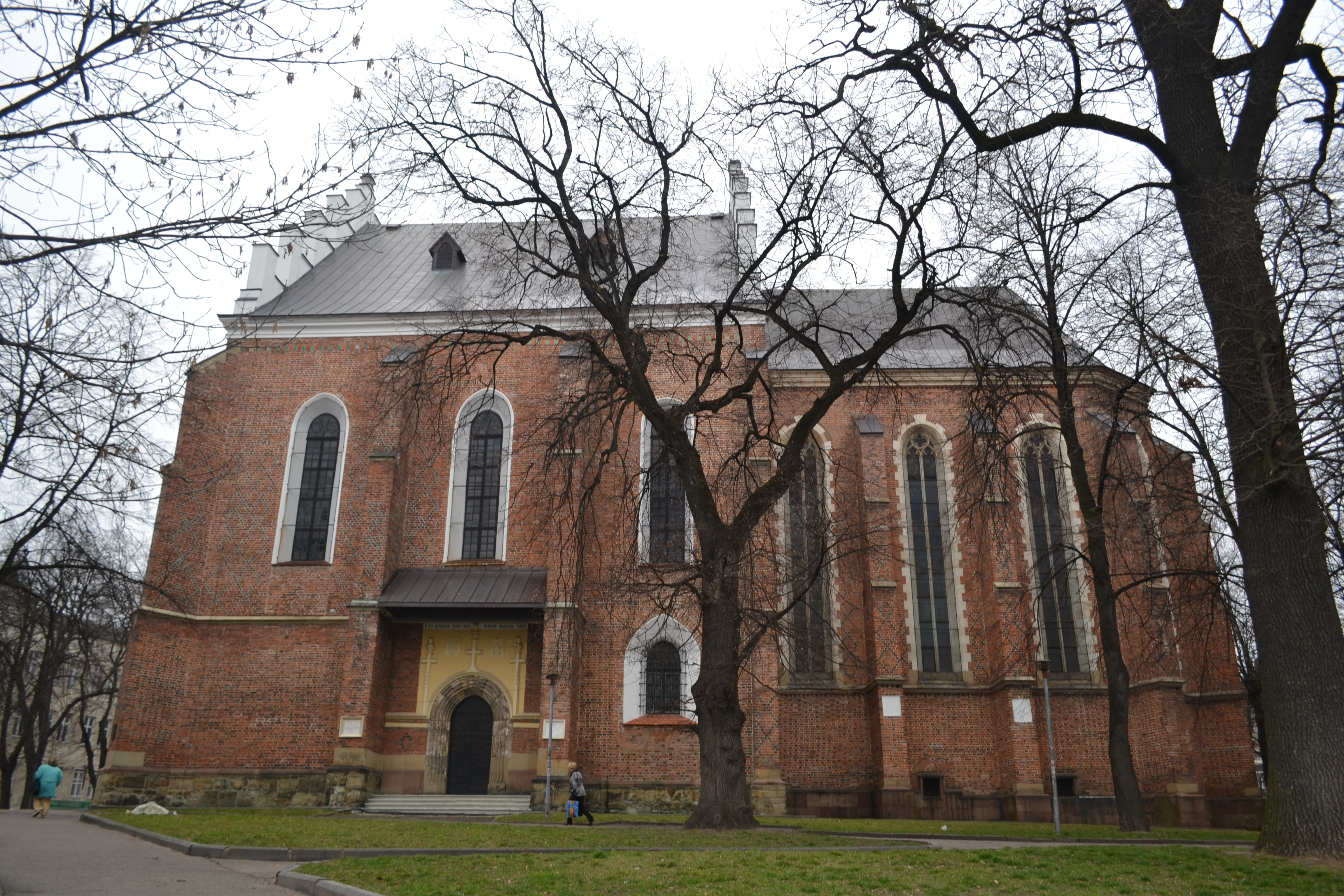
kościół pw. Wniebowzięcia Najświętszej Panny Marii, Krzyża Świętego i św. Bartłomieja

- kościół pw. Wniebowzięcia Najświętszej Panny Marii, Krzyża Świętego i św. Bartłomieja z lat 1392–1445:
  - renesansowy nagrobek Katarzyny Ramułtowej z 1572 r.
  - freski z XVIII wieku
  - dzwonnica kościelna z 1551 r. o charakterze obronnym
  - obronny mur cmentarny
- dawny kościół karmelicki pw. św. Michała, obecnie cerkiew greckokatolicka Trójcy Przenajświętszej z 1690 r.
  - budynki klasztorne, pokarmelickie, obecnie biura
- kościół pw. śś. Apostołów Piotra i Pawła, z 1828 r.
- Wielka Synagoga zbudowana w latach 1842–1865
- Synagoga przy ul. Mazepy 11 z końca XIX w.
- ratusz z 20-lecia, prawdopodobnie z reliktami z XVIII w.
- cerkiew pw. św. Jura, ul. Sołonyj Stawok 23a z przełomu XV i XVI wieku, w 2013 wpisana na listę UNESCO
- cerkiew drewniana Podwyższenia Krzyża, ul. Zwaryćka 7, z XVI wieku, z freskami z XVIII wieku
- dzielnica willowa przy ul. Franki i Szewczenki
- dom Brunona Schulza
- warzelnia soli
- katolicka kaplica „kolejowa” przy dworcu głównym
- rezydencja polskiego burmistrza i prezydenta miasta Drohobycz Rajmunda Jarosza
- „willa Bianki” – willa lekarza Zeemana przy przedwojennej ulicy Mickiewicza. Obecnie mieści się w niej Pałac Sztuki z niezwróconymi Polsce obrazami malarzy europejskich z XVIII – XX wieku, obrazami hrabiów Lanckorońskich oraz zachowanymi freskami Schulza. Budynek w przeszłości był m.in. siedzibą drohobyckiego „Sokoła” oraz towarzystwa strzelców-legionistów. Obecnie siedziba Muzeum Ziemi Drohobyckiej
- pałac Gartenbergów
- dom adwokata Herszderfera przy dawnej ulicy Sienkiewicza, z ogrodem, w którym zachowały się egzotyczne rośliny, jak magnolia chińska i drzewo octowe
- willa polskiego burmistrza Jana Niewiadomskiego, będąca przykładem wiedeńskiej secesji
- pomnik Adama Mickiewicza z 1894 roku, ufundowany przez społeczność miasta z okazji 100. rocznicy insurekcji kościuszkowskiej
- cmentarz katolicki z zabytkowymi nagrobkami, do którego prowadzi brama zwieńczona herbem Galicji. Na cmentarzu spoczywają m.in. znani Polacy związani z Drohobyczem: burmistrzowie miasta Rajmund Jarosz i Jan Niewiadomski, lekarz Bronisław Kozłowski, Eugeniusz Kozłowski (założyciel w latach 90. towarzystwa skupiającego Polaków z Drohobycza i Truskawca). Znajduje tam także grób-pomnik powstańców styczniowych.

## Gospodarka
W mieście rozwinął się przemysł rafineryjny, maszynowy, metalowy, drzewny oraz spożywczy.

## Sport
Przed II wojną światową działał w mieście polski klub sportowy Junak Drohobycz. W 1939 walczył w barażach o I ligę, które zostały zawieszone z powodu wybuchu wojny. W 2008 Junak Drohobycz został przez Polaków z Kresów reaktywowany i wznowił działalność.

## Mniejszość polska
W Drohobyczu działa oddział Towarzystwa Kultury Polskiej Ziemi Lwowskiej. Miejscowi Polacy skupieni są wokół kościoła rzymskokatolickiego pw. św. Bartłomieja, który jest lokalnym centrum polskiego życia kulturalnego i religijnego. W kościele parafialnym codziennie odbywają się msze święte w języku polskim. Według ukraińskiego powszechnego spisu ludności z 2001, w Drohobyczu mieszkało 454 Polaków, z czego 156 osób uznało język polski za ojczysty. W Drohobyczu swoją siedzibę ma Zjednoczenie Nauczycieli Polskich na Ukrainie. Jego założycielem jest Adam Chłopek. W Drohobyczu funkcjonuje także Ogólnoukraińskie Koordynacyjno – Metodyczne Centrum Nauczania Języka i Kultury Polskiej przy Zjednoczeniu Nauczycieli Polskich na Ukrainie. W mieście działa też Polska Sobotnia Szkoła, w której uczniowie uczęszczają na lekcje języka polskiego i kultury polskiej. Jej założycielem jest również Adam Chłopek.

## Osoby związane z Drohobyczem
Honorowi obywatele
- Kazimierz Badeni (przed 1895)[31]
- Eustachy Stanisław Sanguszko (1897)[32]
- Michał Tokarzewski-Karaszewicz (1938)[33]

Pozostałe osoby
- Aleksander Bednarz – polski aktor teatralny, filmowy, telewizyjny i dubbingowy, reżyser teatralny
- Alojzy Bełza – polski legionista, uczestnik wojny polsko-bolszewickiej, żołnierz Armii Krajowej
- Elisabeth Bergner – austriacka aktorka
- Aleksander Roman Boroński – polski dowódca wojskowy, major artylerii Wojska Polskiego
- Andrzej Chciuk – polski pisarz, poeta i dziennikarz emigracyjny
- Tadeusz Chciuk-Celt – polski harcmistrz, biały kurier, kurier ZWZ, zastępca dyr. Sekcji Pol. RWE, ostatni prezes PSL na Uchodźstwie
- Władysława Chomsowa – polska działaczka społeczna i polityczna
- Wiktor Czermak – polski historyk, profesor Uniwersytetu Jagiellońskiego
- Bohdan Ostapowycz Czerwak – ukraiński współczesny polityk nacjonalistyczny
- Maciej Aleksy Dawidowski – polski instruktor harcerski, podporucznik Armii Krajowej, uczestnik „Akcji pod Arsenałem”
- Tadeusz Dąbrowski – polski krytyk literacki, badacz literatury polskiej, publicysta
- Iwan Franko – pisarz ukraiński
- Stanisław Gerstmann – polski psycholog, profesor Uniwersytetu Łódzkiego
- Leopold Gottlieb – polski malarz
- Maurycy Gottlieb – polski malarz żydowskiego pochodzenia
- Stanisław Nikodem Goździewski – lekarz pediatra, działacz społeczny, podpułkownik lekarz Wojska Polskiego, ofiara zbrodni katyńskiej.
- Artur Grottger – polski malarz, malujący m.in. w pobliskiej Śniatynce i Wróblowicach, w majątku hr. Tarnowskich h. Leliwa
- Rajmund Jarosz – polski samorządowiec, burmistrz i prezydent Drohobycza, marszałek powiatu, właściciel Truskawca i Horyńca, prezes ZUP
- Dora Kacnelson – polska historyk, literaturoznawczyni i slawistka, badaczka dziejów Kresów Wschodnich i polskich zesłańców
- Zbigniew Kiedacz – polski dowódca wojskowy, podpułkownik dyplomowany kawalerii Wojska Polskiego II RP
- Jerzy Kotermak – polski pisarz, doktor medycyny, rektor Uniwersytetu Bolońskiego, profesor Akademii Krakowskiej
- Bronisław Kozłowski – polski lekarz
- Eugeniusz Kucharski – polski historyk, teoretyk literatury
- Kazimierz Kuriański – polski duchowny, werbista, Sługa Boży, męczennik za wiarę – zginął w obozie koncentracyjnym Gusen
- Feliks Lachowicz – polski artysta malarz, rysownik i rzeźbiarz
- Marcin Laterna – polski pisarz, ksiądz jezuita, spowiednik królów Stefana Batorego i Zygmunta III Wazy, Sługa Boży, zginął za wiarę
- Juliusz Leo – polski samorządowiec, prezydent Krakowa w latach 1904–1918
- Wilhelm Leopolski – polski malarz
- Herman Lieberman – polski adwokat, działacz polityczny, publicysta
- Hermann Loebl – polski polityk, namiestnik Moraw, minister ds. Galicji
- Jerzy Łucki – polski bobsleista, żołnierz, olimpijczyk
- Stanisław Maciołowski – polski zarządca majątków ziemiańskich, porucznik rezerwy kawalerii WP, potomek rodziny malarzy Pochwalskich
- Stanisław Maczek – generał broni Wojska Polskiego
- Stefan Michnik – kapitan Ludowego Wojska Polskiego, oskarżany o zbrodnie stalinowskie, sędzia i adwokat, działacz komunistyczny
- Władysław Ossowski – polski Biały Kurier, zwany „Królem Kurierów”
- Ignacy Popiel – polski szachista, czołowy gracz Galicji
- Adam Procki – polski rzeźbiarz, uczestnik powstania warszawskiego, urodzony w Drohobyczu w roku 1909[34]
- Leon Reutt – burmistrz Drohobycza w II RP[35]
- Michał Rossler-Moczulski – polski mikrofotograf i makrofotograf naukowy
- Wilhelm Russ – polski fotograf; nestor fotografii polskiej
- Wacław Rzewuski – polski hrabia, hetman wielki koronny, kasztelan i wojewoda krakowski, pisarz
- Leszek Schneider – polski filolog, rusycysta, językoznawca
- Ryszard Schnepf – polski dyplomata, historyk, iberysta, wykładowca i urzędnik państwowy.
- Alfred Schreyer – polski skrzypek, śpiewak i działacz społ.-kul. pochodzenia żydowskiego. Ostatni żyjący uczeń Brunona Schulza. Mieszkał w Drohobyczu
- Bruno Schulz – polski pisarz żydowskiego pochodzenia
- Józef Sieradzki – polski historyk mediewista oraz XIX i XX wieku, pedagog[36].
- Kajetan Stefanowicz – polski artysta malarz, legionista, rotmistrz 1 Pułku Szwoleżerów, przedstawiciel lwowskiej secesji
- Władysław Stefkowski – żołnierz partyzantki antykomunistycznej
- Leon Sternbach – polski filolog klasyczny i bizantynista żydowskiego pochodzenia, profesor Uniwersytetu Jagiellońskiego
- Józef Szalay – polski wydawca pochodzenia węgierskiego, urzędnik galicyjski, uznawany za twórcę uzdrowiska w Szczawnicy
- Joachim Weingart – polski malarz
- Kazimierz Wierzyński – polski poeta, prozaik, eseista
- Stanisław Windakiewicz – polski naukowiec, historyk literatury polskiej, profesor
- Stepan Wytwycki – ukraiński adwokat i polityk, poseł na Sejm Rzeczypospolitej Polskiej (1935–1939), prezydent URL na emigracji
- Florian Zając – polski ksiądz katolicki, „kapłan wyklęty”, więzień okresu PRL
- Marian Orczykowski – polski kapłan katolicki, zakonnik OFMCap
- Michał Piechowicz – prezydent miasta do 1939[37]

### Sprawiedliwi wśród Narodów Świata(ratujący Żydów w Drohobyczu)
Na polskiej liście Sprawiedliwych:
- Józef i Maria Baumgartenowie[38]
- Bronisława i Aleksander Bobatowowie oraz ich dzieci: Janusz, Henriette (po mężu Siegman) i Irena (po mężu Staats)[39]
- Lola Engel (zamordowana przez Niemców za pomoc Żydom)[40]
- Marian Kędzierski i jego córka Krystyna[41]
- Maria Korona i jej syn Zbigniew[42]
- Kazimiera Kwaśniewska[43]
- Rozalia Makara i jej syn Marian[44]
- Włodzimierz Maruczyński[45][46]
- Władysław Pańczyszyn[47]
- Władysława Peska[48]
- Jan i Maria Pyskowie oraz ich syn Roman (ukrywali 48 osób)[49]
- Franciszka Sobkowa[50]
- Maria Antonina Strutyńska (zamordowana przez Niemców za pomoc Żydom) i jej córka Teresa (po mężu Christów)[51][52]
- Anna Tomczak-Hornung[53]
- Tomasz i Olga Wolscy[54]
- Izydor Wołosiański i Jarosława Wołosiańska (ukrywali 39 osób)[55]
- Edward i Stefania Wróblewscy[56]
- Julian i Józefa Zającowie[57]

Na ukraińskiej liście Sprawiedliwych:
- Stefan i Julija Kupczanowie[58][59][60]

- Taras Sniatynski[61][62]

## Drohobycz w literaturze
- Henryk Grynberg Drohobycz, Drohobycz
- Stanisław Sławomir Nicieja Kresowa Atlantyda: historia i mitologia miast kresowych. T. 7, Drohobycz, Majdan, Schodnica, Sławsko, Turka
- Stanisław Sławomir Nicieja Kresowe trójmiasto: Truskawiec – Drohobycz – Borysław
- Bruno Schulz Sklepy cynamonowe
- Bruno Schulz Sanatorium pod Klepsydrą
- Andrzej Chciuk Atlantyda. Opowieść o Wielkim Księstwie Bałaku (Londyn, 1969)

## Miasta partnerskie
- Buffalo, USA
- Muscatine, USA
- Olecko
- Ostrzeszów
- Legnica
- Dęblin
- Bytom